# Кан-ван
Кан-ван (кит. 康王, имя при рождении: 姬釗, Цзи Чжао) — 3-й китайский император из династии Чжоу. По традиционной версии он правил в 1078—1053 годах до н. э., а согласно исследованиям в рамках проекта Ся-Шан-Чжоу — в 1020—996 годах до н. э. Сын императора Чэн-вана.

## Внутренняя политика
Источники содержат сведения о том, что Кан-ван наделял своих родственников новыми уделами, при этом исследователи приходят к выводу, что при Кан-ване формирование удельной системы Западной Чжоу в основном завершилось. Очевидно, во времена правления Кан-вана столкновения между удельными князьями ещё не обрели большого распространения. Кан-ван, скорее всего, ещё обладал достаточной властью, чтобы по своему усмотрению разделять, соединять и ликвидировать некоторые уделы, а также перемещать князей с одного удела в другой. Специальные подсчёты указывают на то, что в результате политики Кан-вана число уделов, находящихся во владении представителей династии Чжоу (дом Цзи), сократилось примерно с 55 до 36. Иначе говоря, при Кан-ване около 20 уделов князей Чжоу были реорганизованы или ликвидированы.
«Бамбуковые книги» содержат сведения об инспекционной поездке Кан-вана в 16-м году правления на юг, где предположительно находился удел И, перемещённый туда по воле Кан-вана.

## Внешняя политика
«Бамбуковые книги» и Ши цзи утверждают, что в царствование Кан-вана «Поднебесная пребывала в мире». Однако, согласно надписям на бронзовых изделиях, в период правления Кан-вана отмечено минимум три военные кампании против варваров, в одной из которых император участвовал лично. Кан-ван проводил достаточно активную внешнюю политику не только на юге, но и на севере. В частности, на 25-м году своего правления Кан-ван победил на северных границах империи племя гуй-фан и взял в плен свыше 13 тыс. человек. До нас также дошли надписи, сообщающие об активности войск Кан-вана в приморских районах северо-восточного Китая (современная провинция Шаньдун). В целом же можно сказать, что Кан-ван активно продолжал политику своих предшественников по укреплению власти Чжоу и распространению её на новые территории, в первую очередь в бассейне реки Хуанхэ и к югу от него.